# Ford Eight
Der Ford Eight (oder auch Ford 7Y) war ein Kleinwagen, den Ford England von 1938 bis 1939 herstellte.
Er war Nachfolger des Modell Y und hatte eine neue, etwas größere Karosserie. Der Wagen wurde von einem seitengesteuerten Reihenvierzylindermotor mit 933 cm³ Hubraum angetrieben.
Nach einer kleinen Überarbeitung Ende 1939  entstand der erste Ford Anglia. In zwei Jahren wurden 65.098 Ford Eight Typ 7Y hergestellt.